# ソメクガフィン
ソメクガフィン（ハングル表記：소맥거핀、somacguffin）は、韓国のアニメーション作家、オンラインコンテンツ創作者。

## 概要
2020年3月23日に開設したソメクガフィンのYouTubeチャンネルは、連続ドラマ『イカゲーム』を3分にまとめた2021年投稿動画の人気によってチャンネル再生数と登録者数が急増した。2024年11月23日時点で登録者数833万人、投稿動画数442本、総再生回数約33億回に達した。フォーブス・コリア選定「2024大韓民国パワーユーチューバー100」で13位に選出されている。
ソメクガフィンはソメクとマクガフィンを合わせた名前。ソメク (소맥)は焼酎（朝鮮語読み：ソジュ）とビール（麦酒、朝鮮語読み：メクチュ）を混ぜたもので、いわゆる爆弾酒の一種である。

## 作品
ソメクガフィンは、主に日常生活に起こる出来事を描いているが、最初は株式会社ネクソンが運営しているメイプルストーリーに出てくるキャラクターに関する動画を主に投稿していた。2021年中盤以降、ソメクガフィンはユーチューブに忙しく、メイプルストーリーができないと話した。その後2年間メイプルストーリーに関する動画を投稿しなかったが、ショート動画に、メープルストーリーに関する動画を投稿し、視聴者からは良い評価を得た。その他、映画などの要約やゲームに関する動画を投稿している。

### 日常漫画
YouTube上に発表されている日常漫画のアニメが、ソメクガフィンの原作、ユン・ジョンムンの文と絵で漫画化され、『소맥거핀 일상 만화』（ソメクガフィンの日常漫画）として2024年にウィズダムハウスから出版された。

#### 登場人物
ソメギ、ソメク、ソメクガフィン
日常アニメの中心人物である。両親（オンマ、アッパ）と姉（ヌナ）がいる。丸い体が特徴的で、表情によって様々な顔に変化する。
ヌナ
ヌナ（「お姉ちゃん」という意味）はソメクガフィンの姉である。
オンマ
オンマ（「お母さん」という意味）は、ソメクガフィンの母親である。MOMと大きく書かれたピンク色の服を着ており、筋肉質で巨大な体が特徴である。
アッパ
アッパ（「お父さん」という意味）は、ソメクガフィンの父親である。
クィシニ、クィシン
クィシンは、ソメクガフィンの家にいる幽霊である。
パソンセン、パ先生
パソンセンは、ソメクガフィンの家にいるゴキブリである。
タニギ、タニク
タニクは、ソメクガフィンの家にある多肉植物である。

### 学習漫画
YouTube上に発表されたアニメ『인체 친구들의 하루』（人体臓器の一日、人体の友だちの一日）が評判になり、ソメクガフィンの原作、ソ・フの文、キム・ギスの絵、パク・サンミンとサンドボックスネットワークの監修による小学生向けの学習漫画『소맥거핀의 인체친구들』（ソメクガフィンの人体の友だち）として2024年にウィズダムハウスから出版された。